# Purple (Skin)
Purple è il terzo singolo estratto dal secondo album da solista di Skin, Fake Chemical State. 

## Successo commerciale
Ha ottenuto un grande successo radiofonico in Europa soprattutto in Italia dove rimase per 17 settimane in classifica raggiungendo la top 20 della classifica dei singoli più venduti rimanendo per 2 settimane alla posizione numero 18.

## Classifiche
| Classifica (2006) | Posizione massima |
| ----------------- | ----------------- |
| Italia            | 18                |